# Wello Rivas
Manuel (Wello) Rivas Ávila (Mérida, Yucatán, 18 februari 1913 - Mexico-Stad, 12 januari 1990) was een Mexicaans musicus, radio-omroeper en componist. Hij is een vertegenwoordiger van de traditionele Yucatecan trova-stijlen.

## Biografie
Rivas werd geboren in Mérida, Yucatán en was de tweede van de vier kinderen van Fernando Rivas Boffarull en Isabel Ávila Rosado. Al op jonge leeftijd verhuisde hij met zijn familie naar Mexico-Stad. Daar leerde hij, aangemoedigd door zijn ouders, gitaar spelen en cultiveerde hij zijn liefde voor muziek tot hij een professioneel musicus werd.
In 1936 werd hij ingehuurd om in een open auditorium samen met Rafael Hernández en Margarita Romero te werken aan zijn eerste stellaire radioplan. De uitzendingen bleven meer dan vier jaar aan de top van de kijkcijfers. Hij werkte voor de nationale radio van zijn land bij de zenders met het grootste publiek: XEW, XEX, Radio Mil en XEQ. In het laatste had hij hoge kijkcijfers met de artiest Amparo Montes.
Hij is de schrijver van de teksten van 100 in de SACM geregistreerde liederen met onder andere Llegaste Tarde, Cenizas, Quisiera Ser Golondrina, Callecita, Crepuscular, Obsesión, Mendigo de Amor, Volverás a mi, Ayer y hoy, Algo, El jardinero, Tarde o temprano en Con las alas rotas.
Een olieverfportret van Wello Rivas, ter nagedachtenis aan hem, maakt deel uit van de collectie portretten in de eregalerij van het Museum van het Yucateekse Lied.